# NGC 6302
سديم الفراشة أو إن جي سي في الفلك (بالإنجليزية: NGC 6302 أو Butterfly Nebula) هو سديم ثنائي الفرعين يوجد في كوكبة العقرب وتبعد عن الأرض نحو 4000 سنة ضوئية وهو جزء من مجرتنا مجرة درب التبانة. ويبين طيف مركز السديم أن المركز يحوي واحد من أشد النجوم سخونة حيث تصل درجة حرارة سطحه نحو 200.000 درجة كلفن مما يعني أن النجم الذي كان مكونا له كان عظيم الكبر. وتبلغ درجة حرارة الجناحين نحو 20.000 درجة كلفن وتتحرك الغازات في الجناحين بسرعة نحو 950.000 كيلومتر في الساعة.
تكون سديم الفراشة من نجم ضخم تفجر راميا غلافة في الفضاء، وتبقى منه قلب النجم الذي أصبح قزما أبيضا هو مركز السديم. وقد اكتشف القزم الأبيض في عام 2009 العالم الفلكي هارف ومجموعته العلمية باستخام الكاميرا المعدلة WFC3 الموجودة على متن مرصد هابل الفضائي. وقدر كتلة القزم الأبيض هنا نحو 64و0 كتلة شمسية ويحيطه عند خط استوائه قرص كثيف من الغبار والغاز.
- ترجع التسمية NGC 6302 إلى رقمه في الفهرس العام الجديد New General Catalogue.

## خصائصه
- مطلع مستقيم = 17/13/44.6
- ميل = −/37/6/11.3
- الحجم = 2.0 سنة ضوئية
- قدر ظاهري = 9,6

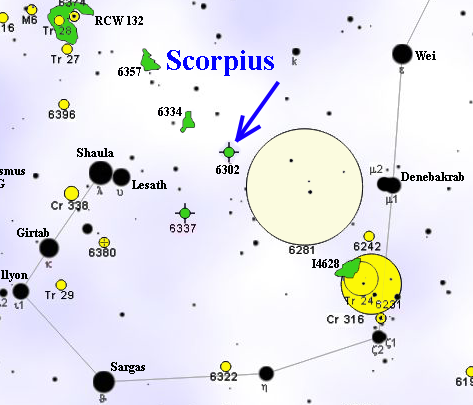
موقع NGC 6302، السهم يشير إليه.

- اتساعه = 1.84 دقيقة قوسية/1.33 دقيقة قوسية
- بعده عنا = 4000 سنة ضوئية
- انزياح أحمر z = −0,000119
- سرعة شعاعية = − 35,7 كيلومتر في الثانية

## النجم المركزي
يعتبر النجم المركزي لسديم الفراشة من أعلى النجم حرارة، ورغم ذلك فلم تمكن رؤيته بسبب ارتفاع حرارته يشع في نطاق الأشعة فوق البنفسجية وعلاوة على ذلك تحيط به حلقة من الغبار الكوني تمتص قدرا كبيرا من أشعته. ولم يكتشف النجم المركزي إلا بواسطة صور تلسكوب هابل الفضائي. وقد استطاعت الكاميرا المعدلة الحساسة WFC3 المقترنة بتلسكوب هابل رؤية النجم المركزي وتقدر درجة حرارته بنحو 200.000 كلفن، كما تقدر كتلته بنحو 64و0 من كتلة الشمس. وفي حقيقة الأمر أن كتلة النجم كانت أكبر بكثير في الماضي ولكن مادته انتشرت في الفضاء عندما انفجر مكونا سديم كوكبي. وتشير درجة لمعان النجم وحرارته إلى أن التفاعلات النووية قد تتباطأ شديدا وأن النجم في سبيل تحوله إلى قزم أبيض، وتنخفض درجة سطوعه بمعدل 1 % سنويا.

## كيمياء الغبار
يبين الخط المظلم الذي يمر عبر مركز السديم غبار له كيمياء غير عادية، فهو يشير إلى وجود سليكات بلورية مختلفة، وماء متبلور في صورة ثليج وكوارتز، وكذلك غبار غريب يُفسر على كونه أول مركب كربونات يوجد خارج المجموعة الشمسية.
{(Kemper et al. 2002)
إلا أن إمكانية تكون الكربونات في الفضاء يبعث على شكوك بعض العلماء حيث أن الكربونات تتكون عادة في محاليل مائية.
(Ferrarotti & Gail 2005)ولا تزال تلك المسألة قائمة.
ومن اغرب خصائص سديم الفراشة أن الغبار المكتشف فيه يحوء مادة غنية بالأكسجين وهي السيليكات ومادة أخرى غنية بالكربون، وهي بولي هيدروكربونات حلقية poly-aromatic-hydrocarbons
(Kemper et al. 2002)
وتكون النجوم عادة إما غنية بالأكسجين أو غنية بالكربون، والتغير من المركب ة الأول إلى المركب الثاني لا يحدث إلا في التطور المتقدم للنجم بسبب تغيرات في التفاعلاته النووية وتغيرات كيميائيه تحدث في جوه. وسديم الفراشة هو واحد من مجموعة أجرام سماوية تكونت فيها جزيئات هيدروكربونية في أوساط غني بالأكسجين.
(Matsuura et al. 2005)

## انظر أيضاً

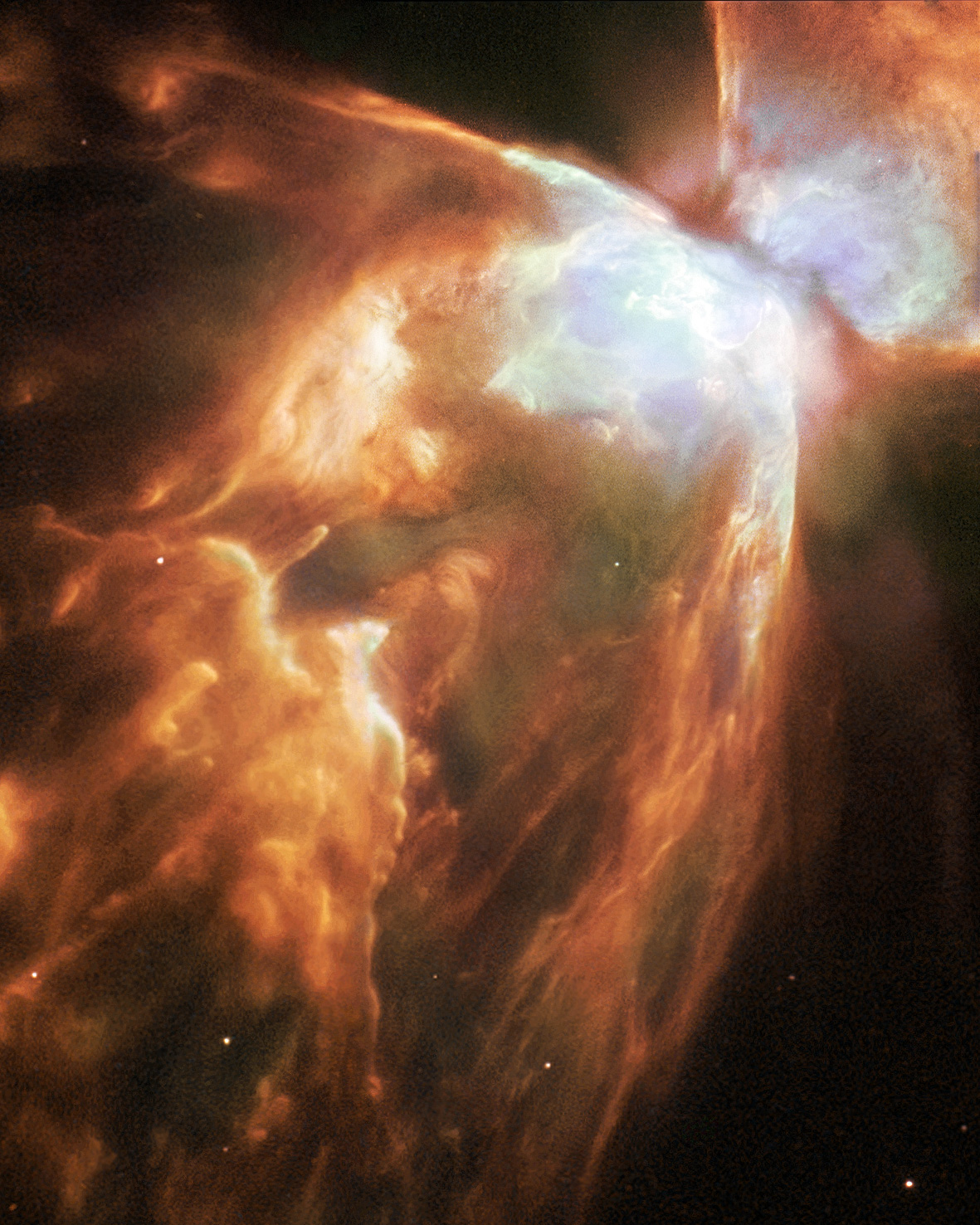
NGC 6302

## وصلات خارجية
- NASA News Release
- Discovery of the star
- ESA/Hubble News Release